# 니시 28초메역
니시 28초메 역(일본어: 西28丁目駅)은 일본 홋카이도 삿포로시 주오구에 위치한 삿포로 시영 지하철의 역이다.

## 역 구조
상대식 승강장 2면 2선의 지하역이다. 북쪽에는 도호 선의 차량이 사용하는 니시 차량기지 출입고선이 두 개가 있어서 러시아 워의 전후로는 당역과 니시 11초메 역 사이에는 도호 선의 회송차를 볼 수 있다.
승강장과 개찰구를 연결하는 역 구조 때문에 대합실은 없다. 1번 승강장 북쪽으로 동쪽 개찰구(1번 출입구), 2번 승강장 북쪽에는 서쪽 개찰구(2번 출입구), 남쪽에는 남쪽 개찰구(3번 출입구)가 있으며, 엘리베이터는 1번 출입구 및 3번 출입구에 설치되어 있다.
코인 락커・ AED・화장실은 모두 동쪽 개찰구(1번 출입구)의 밖에만 설치되어 있다.

### 타는 곳
| 1 | 도자이 선 | 오도리・시로이시・신삿포로 방면 |
| 2 | 도자이 선 | 고토니・미야노사와 방면         |

## 이용 현황
삿포로 시 교통국의 조사에 따르면 2015년도 1일 평균 승차 인원은 9,776명이다.
최근 1일 평균 승차 인원의 추이는 다음과 같다.
| 연도 | 1일 평균 승차 인원 |
| ---- | ------------------ |
| 2008 | 8,849              |
| 2009 | 8,606              |
| 2010 | 8,717              |
| 2011 | 8,816              |
| 2012 | 9,155              |
| 2013 | 9,415              |
| 2014 | 9,670              |
| 2015 | 9,776              |

## 역 주변
오래 전부터 민가 공무원 숙소인 공영 주택 등 주택지 외에 공장・창고・상점 등이 혼재하는 지역이다. 최근에는 아파트 유행을 타고 공장과 창고 등을 폐쇄, 매각하고 아파트 건설하는 것이 눈에 띈다.
- 홋카이도 경찰 니시 경찰서 마루야마 파출소
- 삿포로 기타3조니시 우체국
- 호쿠요 은행 니시 28초메 역 지점・마루야마 공원 지점 기타마루야마 출장소
- 도코 스토어 미야노모리 점
- 미스터도넛 미야노모리 점
- TSUTAYA 미야노모리 점
- 삿포로 시립 고료 중학교
- 홋카이도 삿포로니시 고등학교
- 간조도리
- 미야노모리 스포츠클럽
- 홋카이도 신궁
- 삿포로 시 교통국 지하철 니시 차량기지

## 역사
- 1976년 6월 10일: 고토니 ~ 시로이시 역간 개통에 따라 영업 개시.
- 2009년 1월 30일: 스크린도어 사용 개시[2].

## 사진

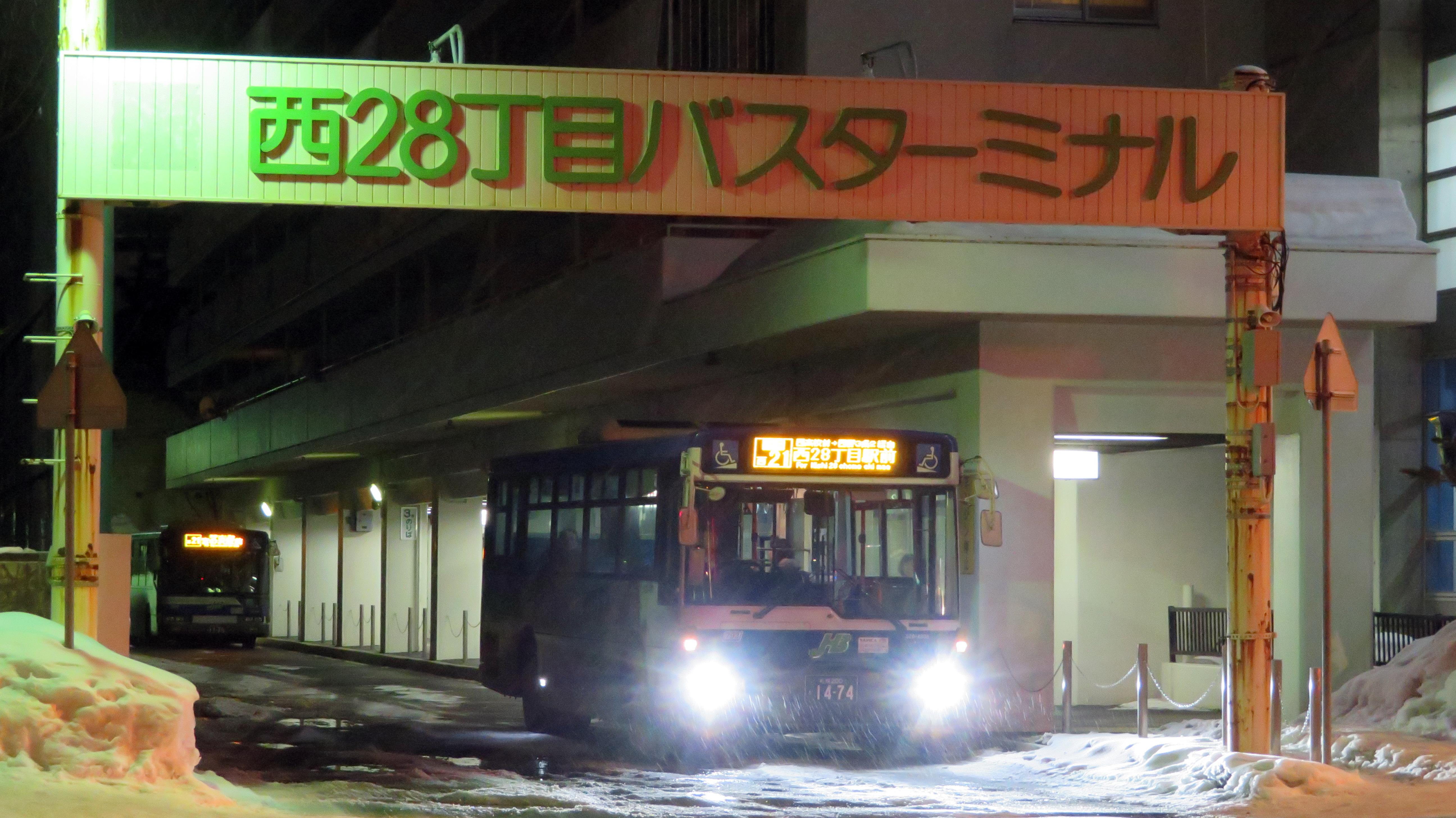
니시 28초메 버스 터미널
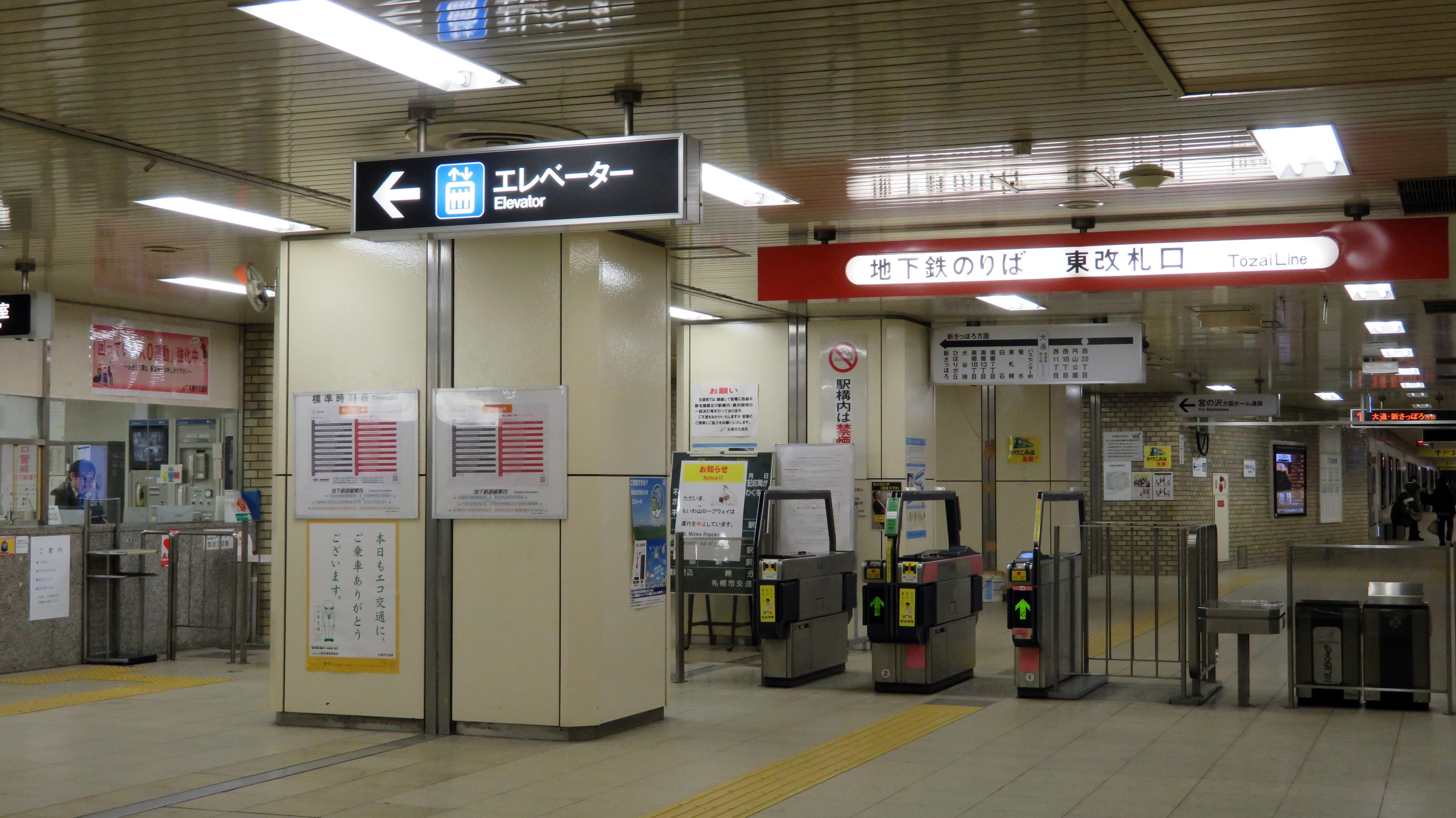
개찰구
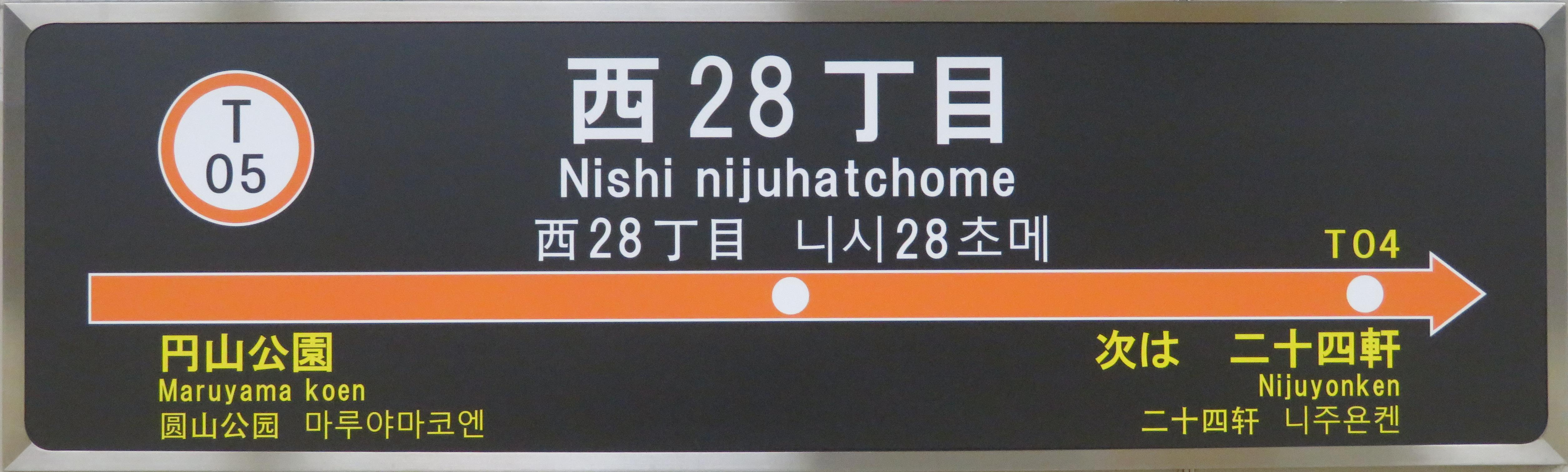
역명판

## 인접역
| 삿포로 시 교통국 지하철 도자이 선 | 삿포로 시 교통국 지하철 도자이 선 | 삿포로 시 교통국 지하철 도자이 선 |
| --------------------------------- | --------------------------------- | --------------------------------- |
| T04 니주욘켄 미야노사와 방면      | ● 도자이 선                       | T06 마루야마코엔 신삿포로 방면    |